# Сысоева, Тамара Михайловна
Тамара Михайловна Сысоева (род. 5 января 1945, село Юзвин, теперь село Некрасово Винницкого района Винницкой области) — украинская советская деятельница, бригадир виноградарской бригады совхоза-завода «Старокрымский» Кировского района Крымской области. Депутат Верховного Совета СССР 9-11-го созывов.

## Биография
Родилась в крестьянской семье. В 1960 году окончила семилетнюю школу в Винницкой области.
Образование среднее специальное. С 1960 года обучалась в Ялтинском сельскохозяйственном техникуме Крымской области, получила специальность агронома.
С 1965 года — бригадир виноградарской бригады колхоза «Борьба за мир», затем совхоза-завода «Старокрымский» Первомайского сельского совета Кировского района Крымской области.
Потом — на пенсии в селе Изюмовка Кировского района Автономной Республики Крым.

## Награды
- орден Октябрьской Революции
- орден Трудового Красного Знамени